# 徳島県立鳥居龍蔵記念博物館
徳島県立鳥居龍蔵記念博物館（とくしまけんりつとりいりゅうぞうきねんはくぶつかん、英語: Tokushima Prefectural Torii Memorial Museum）とは、徳島県徳島市郊外、八万町の徳島県文化の森総合公園（向寺山）の三館棟内にある、県立の博物館である。施設識別カラーは「黄色」。
徳島市出身の人類学者鳥居龍蔵とその研究をテーマとする。徳島県立博物館に隣接しており名前も似ているが、その一部ではない。

## 利用案内

### 開館日時
- 9:30 - 17:00。

- 休館日は月曜日（祝日・振替休日のときは翌日）

年末年始（12/29 - 1/4）。

### 入館料
- 一般 - 200円
- 高校・大学生 - 100円
- 小・中学生 - 50円

## 施設案内・展示内容

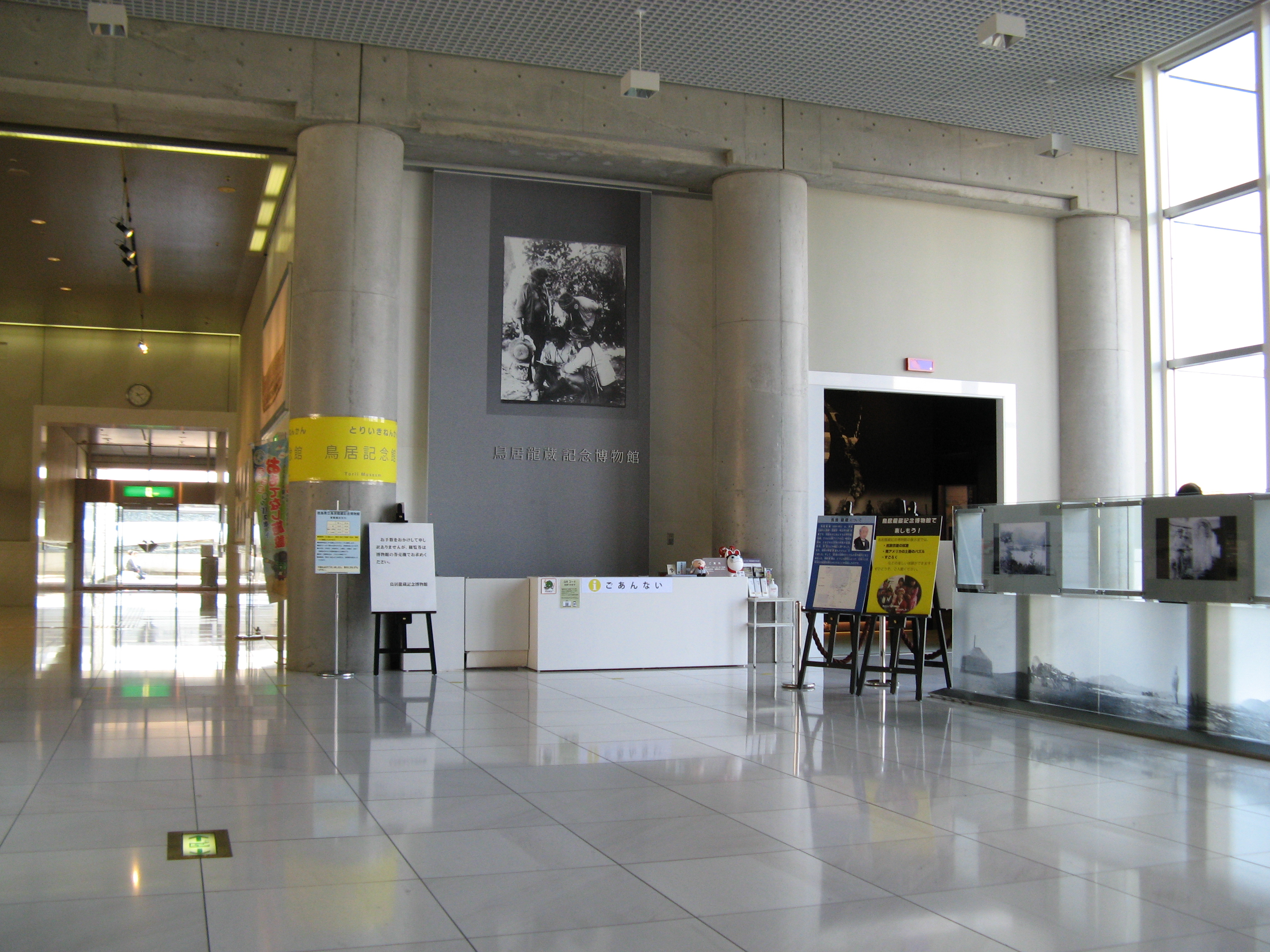
「徳島県立鳥居龍蔵記念博物館」ロビー

- 1階 - （徳島県立21世紀館）
- 2階 - 展示室
  - 1.鳥居龍蔵の見たアジア
  - 2.鳥居龍蔵の生涯
  - 3.鳥居龍蔵から学ぶもの
  - （徳島県立博物館）
  - （徳島県立近代美術館）
- 3階 - 事務室

## 歴史

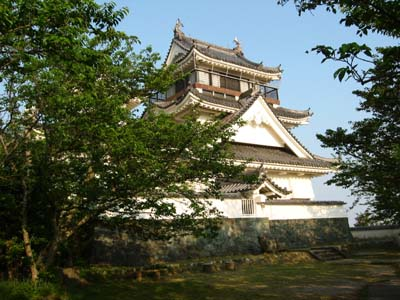
鳴門市にあった旧鳥居記念博物館（2005年4月）

1964年（昭和39年）3月、鳴門市撫養町林崎の妙見山公園（妙見山）で「徳島県立鳥居記念博物館」として開館した。撫養城跡に3層の天守閣を模して建てられたが、本来撫養城に天守閣はなかった。
2010年（平成22年）11月3日に現在地（徳島県立21世紀館AVライブラリー他跡）へ移転した。

### 旧館のデータ
- 目的：博物館法(1951年法律第二百八十五号)第一条の目的を達成するとともに、鳥居龍蔵博士の業績を顕彰するため（徳島県立鳥居記念博物館条例第1条）。
- 開館時間：9:30 - 16:30
- 休館日：祝日の翌日・月曜日・第一火曜日・年末年始（12月28日 - 翌年の1月4日）
- 所在地：徳島県鳴門市撫養町林崎字北殿町149

## 交通
- JR徳島駅から「文化の森」行き、またはバイパス経由「市原」行きバスに乗車し約25分、「文化の森」下車。

しらさぎ台、一宮、天の原、佐那河内方面行きバスに乗車し「園瀬橋」下車、徒歩約10分。
- JR徳島駅より牟岐線文化の森駅下車徒歩約35分、または「文化の森駅東」バス停から「市原」行きバスに乗車し「文化の森」下車。

（駅開業から長年当駅からのバス路線は運行されていなかったが、2016年4月より接続するバス停が設置されることになった。）